# Antonius Jan Glazemaker
Antonius Jan (Teus) Glazemaker (Hilversum, 19 april 1931 – Amersfoort, 20 januari 2018) was een Nederlands geestelijke en een aartsbisschop van de Oud-katholieke Kerk.
Anders dan zijn opvolger, Joris Vercammen, een voormalig rooms-katholiek priester, was Glazemaker van moeders- én vaderszijde van oud-katholieken huize. Als gymnasiast stond hij erbovenop toen in Amsterdam het eerste grote oecumenische initiatief geboren werd bij de oprichting van de Wereldraad van Kerken.
Op 1 juli 1956 werd Glazemaker door de toenmalige aartsbisschop van Utrecht, Andreas Rinkel, in Hilversum tot priester gewijd. Hij werd in 1979 tot bisschop van Deventer benoemd; hij was de 13e bisschop die deze zetel bezette. De inwijding vond plaats op 8 december 1979 in de Engelmunduskerk in IJmuiden, waar hij op dat moment pastoor was. Deventer was geen eigen bisdom en had meer het karakter van een 'titulaire' zetel. Later nam de behoefte aan bisschoppen en reserve af, inclusief die aan een titulaire zetel. Op 6 februari 1982 werd hij gekozen als aartsbisschop van Utrecht, als opvolger van Marinus Kok die met emeritaat was gegaan.
Onder zijn leiding gaf de Oudkatholieke Kerk ruimte aan hertrouwen na echtscheiding. Maar het grootste wapenfeit uit Glazemakers carrière was wellicht dat hij in 1999 de eerste vrouw tot priester wijdde. Hij merkte hierover later bescheiden op dat hij daarin "echt geen voorloper" was geweest, maar dat een en ander "in een stroomversnelling" was geraakt.
Glazemaker ging op 12 februari 2000 met emeritaat. 